# Butte de Tiot
La butte de Tiot est une éminence, comprenant deux tumulus, à Campénéac, dans le Morbihan en France.

## Géographie
La butte est située à environ 530 m à vol d'oiseau au nord du hameau du Lidrio, 660 m au sud du tumulus dit le tombeau du Géant, 1,2 km au nord du château de Trécesson et 3,7 km au nord-est du bourg de Campénéac.
Le mont culmine à une altitude de 190 m,.
Il contient les restes de deux tumulus en mauvais état. L'un d'entre eux est seulement constitué d'un coffre mégalithique en schiste.

## Histoire
Le monument date de l'âge du bronze, durant lequel il a servi de sépulture. Les tumulus sont découverts dans les années 1980 et étudiés par l'archéologue Jacques Briard. Les analyses effectuées à cette occasion démontrent que la butte est déjà occupée et déboisée par l'Homme à l'âge du Bronze.
L'ensemble formé par les sites de la butte de Tiot et du château de Trécesson, y compris l'allée de chênes qui l'accompagnent, est un site naturel classé depuis le 10 janvier 1967,.